# 지브롤터

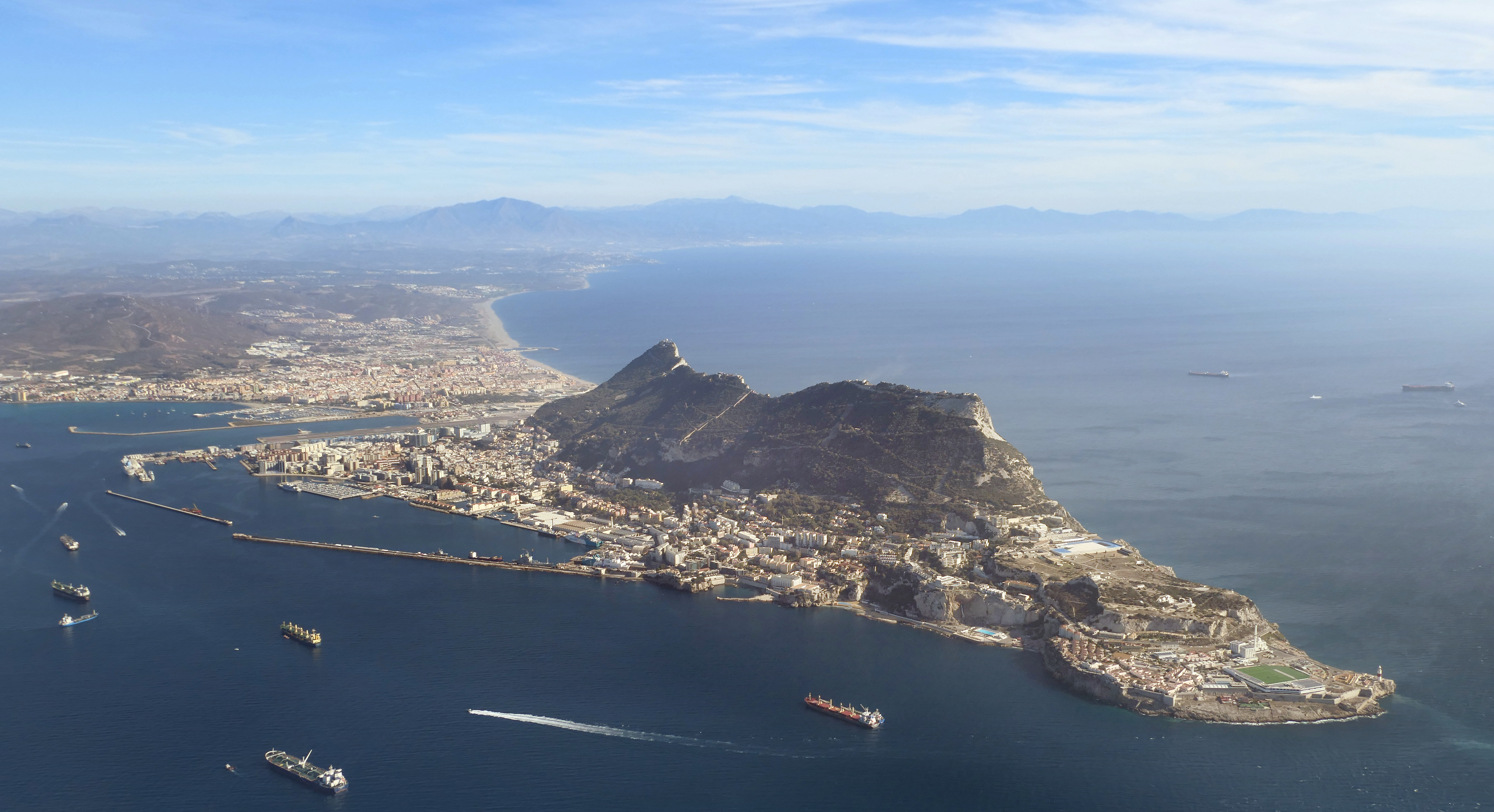
조감도

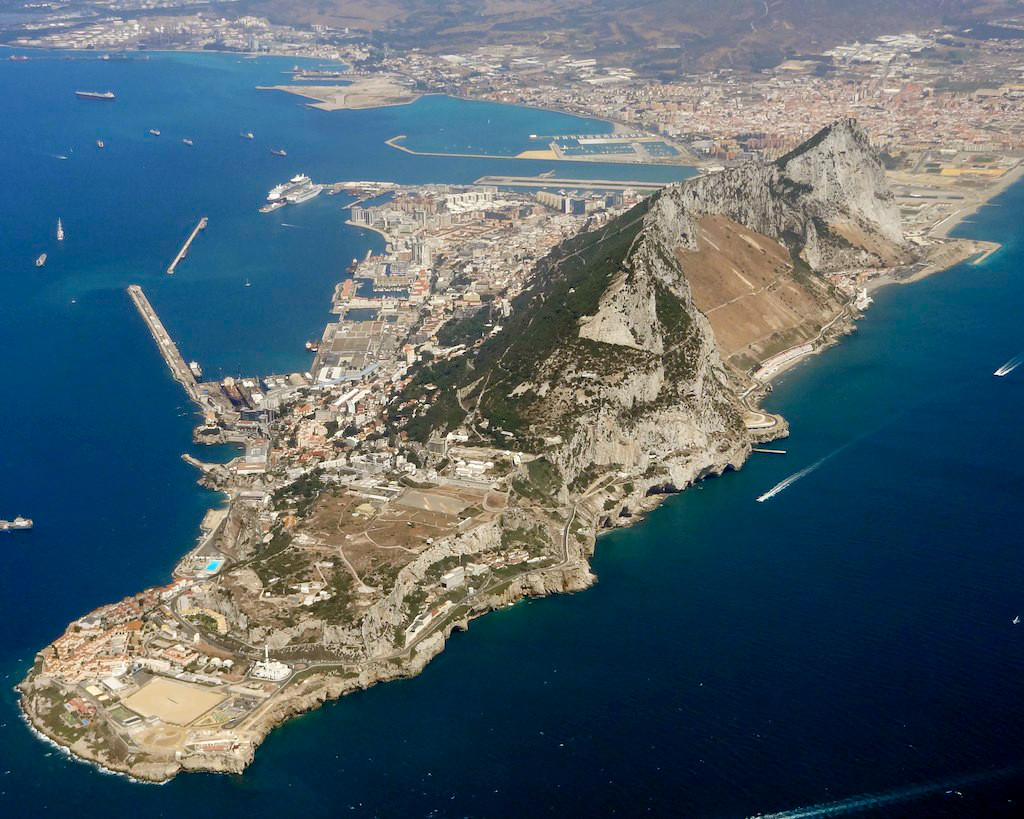
지브롤터를 공중에서 북서쪽으로 바라본 모습

지브롤터(영어: Gibraltar, 스페인어: Gibraltar 히브랄타르[*], 문화어: 지브랄타르)는 지중해의 대서양 방향으로, 이베리아반도 남부에 있는 영국의 해외 영토이다. 북쪽으로는 스페인의 안달루시아 지방과 접하고 있다. 면적은 6.8km2, 인구는 2012년 기준으로 3만명이다.
1704년 스페인 왕위 계승 전쟁 중에 영국과 네덜란드 연합군이 스페인에 속해있던 지브롤터를 점령했다. 지브롤터의 이름은 "타리크의 산"을 뜻하는 아랍어 이름인 '자발 타리크'(아랍어: جبل الطارق)에 기원한다.
지브롤터 바위산이 남북으로 길게 뻗어 이곳의 중심을 이루며, 유럽에서 유일하게 바바리원숭이-마카크를 볼 수 있는 국가이다.

## 역사
711년 이슬람교도인 타리크가 무어인을 이끌고 지브롤터를 점령하였고, 타리크는 이곳을 거점으로 스페인 본토로 침입하였다. 그 후 스페인과 이슬람은 이곳을 점령하려고 많은 전쟁을 벌였다.
1704년 스페인 왕위 계승 전쟁에 참가하였던 영국군이 지브롤터를 점령하였고, 그 후 계속 영국령이 되었다.
1713년부터 영국령이 된 지브롤터는 스페인 이베리안 남단에 위치한 대서양과 지중해를 잇는 요충지이다. 제2차 세계대전 당시에는 지브롤터 바위산의 북쪽 비탈을 닦아 군용 비행장이 건설되었고, 대서양과 지중해를 잇는 지브롤터 해협의 군사 요충지였기 때문에 독일군의 폭격을 받았다. 1969년에는 스페인의 독재자 프란시스코 프랑코의 지휘하에 지브롤터의 반환을 요구하는 스페인과 지브롤터 간에 국경 봉쇄 및 경제 봉쇄가 있었으며 완전한 국경 재개는 1985년에야 비로소 이루어졌다.
현재 지브롤터 곳곳에서 전쟁 때 지어 놓은 요새들과 대포들을 비롯한 공격지의 흔적, 전쟁 기념탑과 전우 묘지 등을 볼 수 있다.
지브롤터에는 2018년 3만여명의 영국인이 거주하고 있으며, 외교와 국방을 제외한 모든 정책을 자치정부가 결정한다. 워싱턴 포스트에 따르면 2016년 브렉시트 투표 당시 지브롤터 거주민 96%는 유럽연합 잔류에 표를 던졌다.

## 기후
지중해성 기후를 나타낸다. 지브롤터 해협에 위치해 있기 때문에 이베리아반도 남부 해안에 있는 다른 도시들보다 여름이 서늘하고 연교차가 작다. 강우는 대부분 겨울철에 집중되어 있으며, 여름은 대체적으로 건조하다.
| Gibraltar의 기후                                                     | Gibraltar의 기후 | Gibraltar의 기후 | Gibraltar의 기후 | Gibraltar의 기후 | Gibraltar의 기후 | Gibraltar의 기후 | Gibraltar의 기후 | Gibraltar의 기후 | Gibraltar의 기후 | Gibraltar의 기후 | Gibraltar의 기후 | Gibraltar의 기후 | Gibraltar의 기후 |
| 월                                                                   | 1월              | 2월              | 3월              | 4월              | 5월              | 6월              | 7월              | 8월              | 9월              | 10월             | 11월             | 12월             | 연간             |
| -------------------------------------------------------------------- | ---------------- | ---------------- | ---------------- | ---------------- | ---------------- | ---------------- | ---------------- | ---------------- | ---------------- | ---------------- | ---------------- | ---------------- | ---------------- |
| 일평균 최고 기온 °C (°F)                                             | 16.3 (61.3)      | 16.8 (62.2)      | 18.5 (65.3)      | 20.0 (68.0)      | 22.4 (72.3)      | 25.6 (78.1)      | 28.2 (82.8)      | 28.4 (83.1)      | 26.1 (79.0)      | 22.6 (72.7)      | 19.2 (66.6)      | 17.0 (62.6)      | 21.8 (71.2)      |
| 일일 평균 기온 °C (°F)                                               | 13.5 (56.3)      | 14.1 (57.4)      | 15.6 (60.1)      | 16.7 (62.1)      | 19.0 (66.2)      | 21.9 (71.4)      | 24.2 (75.6)      | 24.6 (76.3)      | 22.9 (73.2)      | 19.8 (67.6)      | 16.6 (61.9)      | 14.6 (58.3)      | 18.6 (65.5)      |
| 일평균 최저 기온 °C (°F)                                             | 10.8 (51.4)      | 11.4 (52.5)      | 12.6 (54.7)      | 13.4 (56.1)      | 15.6 (60.1)      | 18.2 (64.8)      | 20.2 (68.4)      | 20.8 (69.4)      | 19.6 (67.3)      | 17.0 (62.6)      | 14.0 (57.2)      | 12.1 (53.8)      | 15.5 (59.9)      |
| 평균 강수량 mm (인치)                                                | 106.6 (4.20)     | 99.0 (3.90)      | 74.3 (2.93)      | 65.9 (2.59)      | 33.1 (1.30)      | 8.6 (0.34)       | 1.0 (0.04)       | 8.8 (0.35)       | 20.0 (0.79)      | 80.7 (3.18)      | 121.6 (4.79)     | 173.8 (6.84)     | 793 (31.2)       |
| 평균 강수일수 (≥ 1.0 mm)                                             | 7                | 7                | 6                | 7                | 4                | 1                | 0                | 0                | 2                | 6                | 8                | 9                | 58               |
| 평균 월간 일조시간                                                   | 147              | 143              | 204              | 233              | 289              | 319              | 326              | 309              | 240              | 197              | 135              | 134              | 2,676            |
| 출처: Metéo Climat 1981–2010 (sun Deutscher Wetterdienst, 1961–1990) |                  |                  |                  |                  |                  |                  |                  |                  |                  |                  |                  |                  |                  |

## 정치
이 곳은 영국의 군주가 임명하는 총독이 통치한다.

### 영토 분쟁
이곳은 스페인이 계속 영유권을 주장하고 있지만, 대부분의 주민들은 스페인으로 귀속되는 것을 반대하고 있다. 1967년과 2002년 주민투표에서 압도적 다수가 스페인 양도 및 공동주권 행사를 반대했다. 스페인 측에서는 지브롤터에 대한 작은 보복의 하나로 매일 국경선을 빈번히 드나드는 차량들을 상대로 검문 검색 강화나 통과 시간 지체를 통해 운전자들에게 최대한의 번거로움을 주고 있어 자주 문제가 되고 있다.

### 세금 무과세 혹은 저과세 국가 정책
회사 소유주들에게 더 없이 큰 세금 혜택 정책으로 인해 유입된 각 국의 회사들이 지역 경제에 큰 기반이 된다. 최근 세법이 조정되어 일부 회사들이 떠나긴 했으나 현재까지는 건재하다고 볼 수 있다. 온라인 게이밍이나 유명한 대형 스포츠 베팅 회사들이 정착해있다. 덕분에 생기는 늘 들고 나는 유동 인구는 당연한 결과.
또한 부가가치세가 없는 곳이어서 관광객들이나 이웃 스페인에 인기가 있는데 주로 화장품과 향수, 주류, 담배, 전자제품, 심지어 금은 보석 세공품 등이 주된 품목들이다. 지브롤터에서 스페인으로 출국 시에 연간 법으로 지정된 양 이상의 담배를 불법 반입할 수 없다.

### 국민 후생 복리 정책
본토 영국을 모델로 세금을 통한 무상 의료(미성년과 노인에만 적용되는 치과 치료 포함)와 무상 교육을 기본으로 하며 지역 전체에 주택 복지가 잘 되어 있어 본토 태생을 위주로 저가의 주택을 공급함으로써 고급 주택의 위협과 상관 없이 국민들을 꾸준히 돌보고 있다. 방 세 개 기준의 아파트 한 채에 적게는 2-3 만원에서 많게는 10-12 만원의 월세를 받고 집을 정부가 제공하는 것도 이색적인 자국민 챙기기의 하나. 만 18세 이상 되는 자국민 혹은 시민권자가 신청 대기자 명단에 오를 수 있다. 가장 눈에 띄는 교육 관련 정책으로 대학 졸업 성취 여부에 따른 조건부 대학 과정 지원 장학금 제도가 있다. 그 밖에 편부나 편모 가장을 위한 가족 복리, 노후 관련, 저임금 가족 관련, 실직 관련 등 다양한 복리를 실행하고 있다.

### 교육 정책
국민 세금을 통한 국가 무상 지원이며 영국과 동일한 교육 과정을 가지고 있다. 만 3세를 시작으로 유치원 과정 1년, 예비학교 과정 1년이 포함된 초급(first school) 총 4년, 중급(middle school) 4년, 중등(secondary school) 4년. 졸업 이전 마지막 학년에 치러야 하는 시험 GCSE는 졸업 후 취업시 가장 기본이 되는 학업 증명이다. 이후부터는 개인별 선택에 의한 칼리지 2년의 무상 교육과정이며, 이 시험 성적으로 대학에 지원하게 된다. 학생의 희망에 따라 국가에서 졸업 혹은 학위 취득을 필수로 하는 조건부 무상 대학교 과정을 지원한다. 졸업에 실패할 경우 학비 전액을 국가에 변제해야 한다. 2016년 유로파 포인트 지역에 지브롤터 대학교가 개교할 예정이다.

## 인구와 주민
전체 주민 중 지브롤터인이 83%, 기타 영국인이 10%, 모로코인이 3.5%, 스페인인이 1.2%, 그 밖의 유럽인이 1%이다.
지브롤터인 가운데에는 영국계가 27%, 스페인계가 24%, 이탈리아계가 19%, 포르투갈계가 11%, 몰타계가 8%, 유대계가 3%를 차지하고 있다.

## 언어
영어가 공용어이다. 스페인어와 아랍어 사용자도 일부 있다. 그러나, 실생활에서는 영어와 스페인어, 지역 특유의 변형된 스페인어가 혼합되어 함께 쓰이는 소위 야니또가 많이 쓰인다.

## 종교
기독교인이 다수로, 주민의 78%가 천주교 교인이고, 7%는 성공회 교인이다. 그 밖에 이슬람교가 4%, 유대교가 2.1%를 차지하고, 인도계 영국인들이 대다수인 힌두교 교인도 1.8% 존재한다.

## 관광
- 지브롤터 공항 자체의 활주로를 시작으로 관광이 시작된다. 동서로 놓인 활주로 한 가운데를 남북으로 가로지르는 도로와 동시에 걸어서 횡단하는 사람들을 볼 수 있는데 비행기의 이착륙을 위해 매번 도로를 차단하면 대기하는 동안 바로 눈 앞에서 이착륙을 지켜보는 것이 이색적인 즐거움.
- 유로파 포인트(Europa Point) - 지브롤터 반도의 남쪽 끝에 있으며, 모스크와 지브롤터를 소개하는 안내소, 등대가 있다.
- 지브롤터 바위산(일명, 타리크의 산) - 지브롤터의 중심을 이루는 바위산으로, 바바리원숭이-마카크를 볼 수 있다. 케이블 카와 차로 오를 수 있는 정상에서는 지중해와 아프리카가 보인다. 콘서트 장소로도 이용되는 석회 세인트 마이클 동굴과 그레이트 시지 터널 등이 모여 있다.
- 카탈란 만(Catalan Bay) - 지브롤터 반도 동쪽에 있는 휴양지로, 지중해를 바라보며 물놀이를 할 수 있는 해변과 주민이 거주하는 마을이 있다. 뒷편(서쪽)으로는 지브롤터 바위산의 웅장한 경관을 볼 수 있다.
- 지역이 작은 관계로 시내 버스 혹은 걸어서 하루면 돌아볼 수 있다.

## 공항
지브롤터 공항은 지브롤터와 스페인을 잇는 지협(isthmus)에 위치하고 있다. 영국은 지브롤터 공항이 영국 영토에 지어진 영국자산이라는 입장을, 스페인은 영국이 자국 영토에 불법적으로 건립했다는 주장을 유지하고 있다.
활주로와도로가 '+'모양으로 서로 가로지르고 있는 독특한 모양을 하고 있으며, 활주로로 안쓰일 때에는 도로로 사용한다. 평소에는 차들이 도로를 달리며, 비행기가 이착률 할때면, 멈춰선 채로 비행기가 지나가기를 기다린다.

## 문화
역시 다민족이 모여 사는 곳인 만큼 생활 곳곳에서 다양한 문화를 접할 수 있으며 천주교와 관련한 국가 지정 공휴일 등의 생활 문화가 전반에 깔려 있다. 음식 문화 또한 스페인, 영국, 이태리, 모로코, 인도 등의 음식이 주를 이룬다.

### 축제
9월 10일은 지브롤터의 국가 기념일로 주민들은 일제히 지브롤터 기의 상징색인 흰색과 빨간색의 옷을 입고 모여 하루 종일 축제를 한다.

## 같이 보기
- 아조레스-지브롤터 변환단층
- 지브롤터 바위산
- 지브롤터 공항
- 포인트로버츠
- 세우타

## 참고
내용
1. ↑  Station ID for Gibraltar is 08495. Use this station ID to locate the sunshine duration.

출처
1. ↑  “National Symbols”. Gibraltar.gov.gi. 13 November 2014에 원본 문서에서 보존된 문서. 21 June 2013에 확인함.
2. ↑  montis는 "산(mountain), 언덕(hill)"이라는 의미를 가진 라틴어 남성형 명사 mons(m.)의 2격(속격) 단수 형태로 insignia를 수식한다.

insignia는 "문장(紋章)"을 뜻하는 라틴어 중성형 명사 insigne(n.)의 1격(주격) 복수 형태이다.

Calpe(f.)는 "지브롤터(Gibraltar)"의 라틴어식 이름이다.
3. ↑  “Investiture of Ms Carmen Gomez GMD as Gibraltar's Mayor - 342/2023” (영어). 2023년 5월 30일. 2023년 6월 12일에 확인함.
4. ↑  “Gibraltar - Key Indicators”. 《Gibraltar.gov.gi》. 2020. 2023년 3월 6일에 원본 문서에서 보존된 문서. 2020년 6월 5일에 확인함.
5. ↑  “Statistics Downloads” (PDF). 《Government of Gibraltar》 (영어). 2022년 5월 31일에 원본 문서 (PDF)에서 보존된 문서. 2022년 4월 9일에 확인함.
6. ↑   보관됨 9 8월 2021 - 웨이백 머신 Rankings – Human Development Index (HDI)
7. ↑  “"History of Gibraltar"”. 2008년 1월 3일에 원본 문서에서 보존된 문서. 2008년 10월 27일에 확인함.
8. ↑  “영국과 유럽연합, 지브롤터 갈등 넘고 브렉시트 합의문 서명하기로”.[깨진 링크(과거 내용 찾기)]
9. ↑  “영국과 유럽연합, 지브롤터 갈등 넘고 브렉시트 합의문 서명하기로”.[깨진 링크(과거 내용 찾기)]
10. ↑  “Moyennes 1981/2010 Gibraltar”. 《Baseline climate means (1961–1990) from stations all over the world》 (프랑스어). Metéo Climat. 2017년 11월 4일에 확인함.
11. ↑  “Station 08495 Gibraltar”. 《Global station data 1961–1990 – Sunshine Duration》. Deutscher Wetterdienst. 2017년 10월 17일에 원본 문서에서 보존된 문서. 2016년 9월 29일에 확인함.
12. ↑  영-스페인 다시 ‘지브롤터’ 갈등, 《한겨레》, 2004년 8월 3일
13. ↑  “스페인 외무장관, 영국에 "지브롤터 공항 공동관리하자" 제안”. 2019년 6월 27일에 원본 문서에서 보존된 문서.
14. ↑  “세계 곳곳의 이색 공항 BEST4”. 2018년 10월 9일에 원본 문서에서 보존된 문서.